# Данијела Ромо
Данијела Ромо (шп. Daniela Romo) је мексичка глумица, певачица и водитељка.

### Биографија
Данијела је рођена у Мексико Ситију. Као детету, идол јој је била Росио Дурсал, која је у њој подстакла љубав према глуми. Каријеру је започела врло млада и то као певачица у банду Los hermanos Zavala (Браћа Завала). Упоредно са музичком бавила се и глумачком каријером, па је тако са 17 година имала свој деби у флиму La casa del pelícano
Прву улогу у теленовели добија 1978. године у теленовели Ернеста Алонса, Тајно спаљивање. Током телевизијске каријере била је и водитељка. Тада упознаје младог продуцента Чуча Феррера који у њој препознаје таленат и снима њен први дебитантски албум Ја такође.
Наредних година упознаје разне продуценте из Шпаније и Италије те снима низ албума којима придобија све већи број обожавалаца. Године 1984. снима трећи албум на којем се налази њен највећи хит Н тражим ти месец. Песма је била велики међународни хит на латиноамеричком континенту. Након шест година одсутности с малих екрана 1995. године се враћа и глуми у теленовели Ако ми Бог одузме живот са Сесаром Еворa.
Глуми у разним теленовелама и серијама, али издаје и мање успешне музичке албуме, већином баладе.

### Дискографија:
| Година: | Назив албума:                     |
| ------- | --------------------------------- |
| 2015.   |La voz del corazón (Глас срца)                       |
| 2012.   |Para soñar (Сањати)                          |
| 2008.   |Sueños de Cabaret (Снови кабарета)                  |
| 2007.   |Víctor Victoria (Виктор, Викторија)               |
| 2005.   |Es la nostalgia (Носталгија)                      |
| 2001.   |Ave fénix (Аве феникс)                      |
| 1999.   |Me vuelves loca (Излуђејеш ме)                    |
| 1997.   |En vivo desde el teatro Alameda (Уживо из позоришта Аламеда)      |
| 1996.   |Un nuevo amor (Нова љубав)                      |
| 1994.   |La cita (Именовање)                       |
| 1992.   |De mil colores (Од хиљаду боја)                  |
| 1991.   |Amada más que nunca (Највољенија)                     |
| 1989.   |Quiero amanecer con alguien (Желим пробудити се са неким)     |
| 1988.   |Gitana (Циганка)                         |
| 1986.   |Mujer de todos, mujer de nadie (Свачија жена, ничија жена)       |
| 1985.   |Dueña de mi corazón (Власница мог срца)               |
| 1984.   |Amor prohibido (Забањена љубав)                  |
| 1983.   | (Данијела Ромо)                   |
| 1979.   |Te pareces mucho a mí / También yo (Личиш на мене / Ја такође)       |
| 1978.   | (Данијела Ромо пева на енглеском) |

## Теленовеле
| Година:       | Српски назив:       | Оригинални назив: | Улога:                  |
| ------------- | ------------------- | ----------------- | ----------------------- |
| 2016.         | /                   |                   | Анхела Гомез де Салинас |
| 2014.         | /                   |                   | Данијела Ромо           |
| 2013.         | Олуја               |                   | Мерседес Артигас        |
| 2013.         | /                   |                   | Данијела                |
| 2010. / 2011. | Тријумф љубави      |                   | Бернанда Итурбиде       |
| 2009.         | Магична привлачност |                   | Викторија де Ламбардо   |
| 2007.         | /                   |                   | Фернанда Дуарте         |
| 2005. / 2006. | Алборада            |                   | Хуана                   |
| 2002. / 2003. | Стазе љубави        |                   | Летисија                |
| 2001. / 2002. | Извор               |                   | Маргарита               |
| 1995.         | /                   |                   | Марија Санчез           |
| 1990.         | /                   |                   | Бријанда Португал       |
| 1986. / 1987. | /                   |                   | Габријела               |
| 1982.         | /                   |                   | Естреља                 |
| 1980.         | /                   |                   | Алехандра               |
| 1979.         | /                   |                   | Исабел                  |
| 1978.         | /                   |                   | Маријана                |

## ТВ серије
| Година: | Српски назив: | Оригинални назив: | Улога:   |
| ------- | ------------- | ----------------- | -------- |
| 2008.   | /             |                   | Кристина |

## Емисије
- 2013. -
- 2001. -
- 1995/1996. -
- 1983/1991. -
- 1980. -
- 1979. -
- 1979. -
- 1979. -

## Позориште
- 2009. -
- 2008. -
- 2004. -
- 1982. -
- 1978. -
- 1976. -
- 1977.
- 1977. -
- 1977. -
- 1972. -
- (као продуцент)

## Награде
| Година: | Категорија:                                                | Теленовела: | Резултат:  |
| ------- | ---------------------------------------------------------- | ----------- | ---------- |
| 2014.   | Најбоља водећа глумица                                     |             | Номинована |
| 2012.   | Најбоља негативка                                          |             | Добитница  |
| 2010.   | Најбоља водећа глумица                                     |             | Добитница  |
| 2006.   | Најбоља негативка Посебна награда за глумачку трајекторију |             | Добитница  |
| 2004.   | Посебна награда за глумачку трајекторију                   | /           | Добитница  |
| 2002.   | Најбоља водећа глумица                                     |             | Добитница  |
| 1987.   | Најбоља главна глумица                                     |             | Номинована |
| 1987.   | Најбоља главна глумица                                     |             | Номинована |
| 1984.   | Најбоље женско певачко откриће                             |             | Добитница  |